# Aufhausen (Berg)
Aufhausen ist ein Gemeindeteil von Berg im oberbayerischen Landkreis Starnberg. Das Dorf liegt nahe am Starnberger See. 

## Baudenkmäler
Siehe: Baudenkmäler in Aufhausen